# Jüdischer Friedhof (Darfeld)

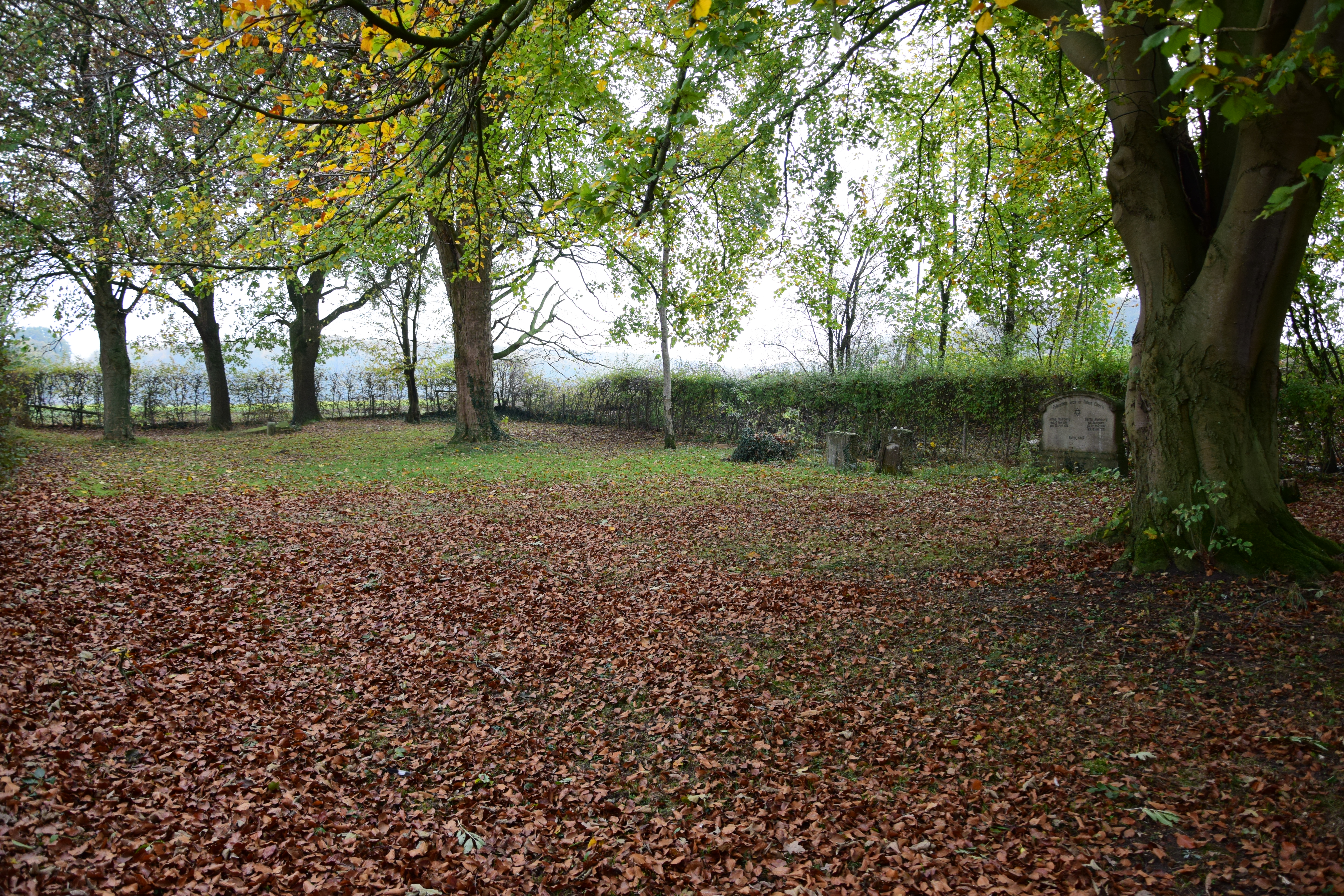
Der jüdische Friedhof in Darfeld

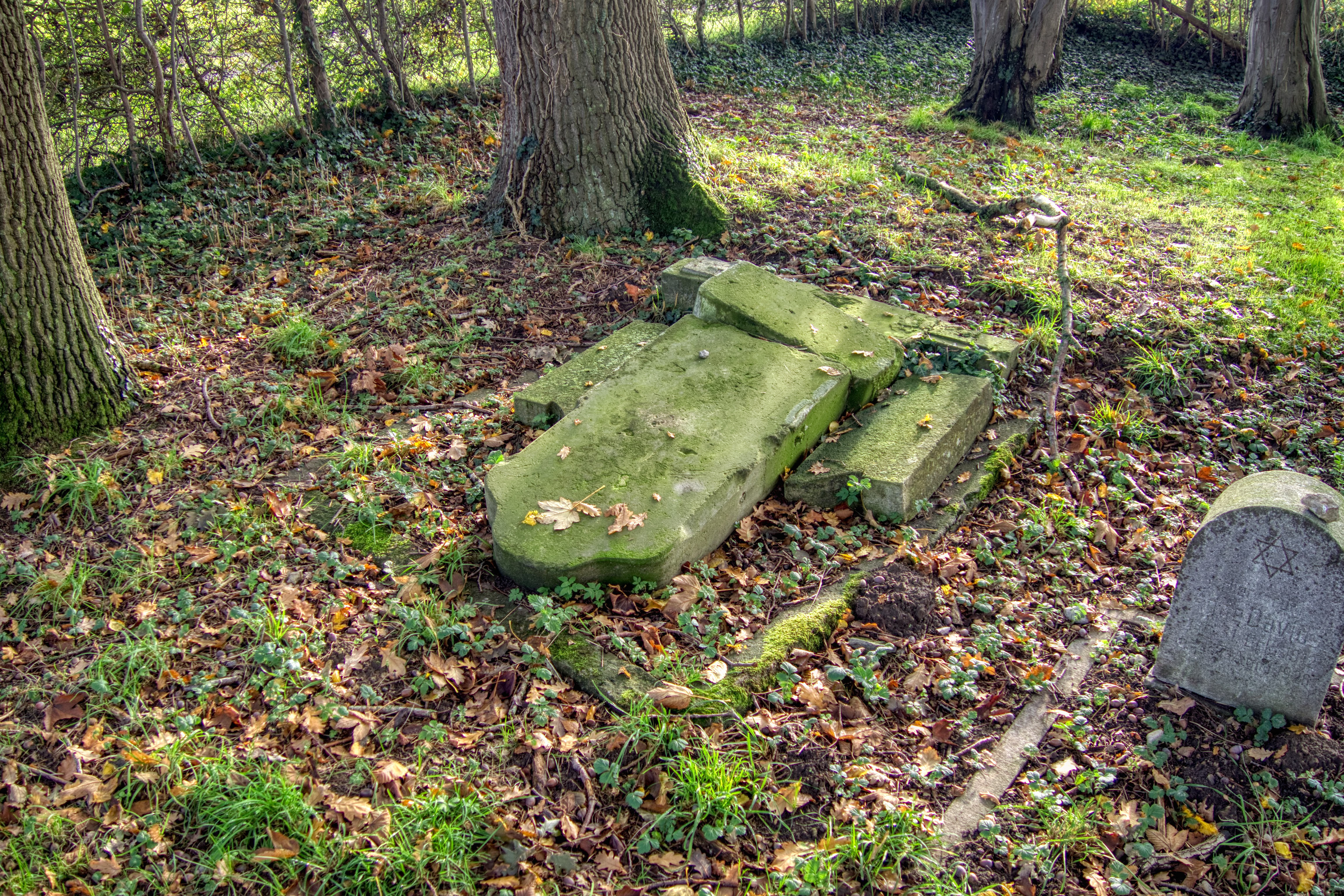
Umgestürzter Grabstein

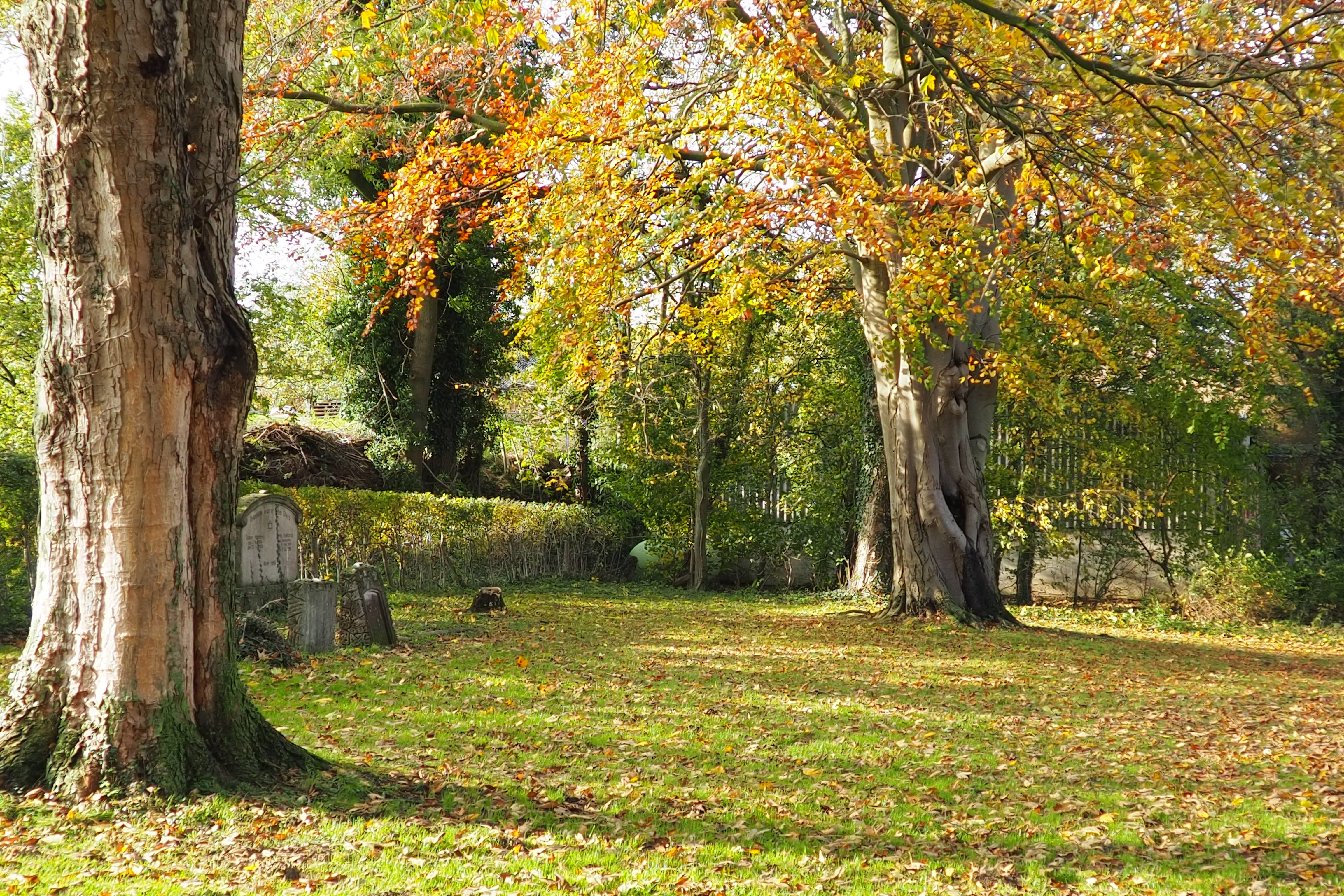
Blick über den jüdischen Friedhof Darfeld mit einer Gruppe von Grabsteinen, unter denen der der Familie Humberg herausragt.

Der Jüdische Friedhof Darfeld befindet sich im Ortsteil Darfeld der Gemeinde Rosendahl im Kreis Coesfeld in Nordrhein-Westfalen. Als jüdischer Friedhof ist er ein Baudenkmal. 
Auf dem Friedhof, der nach 1824 bis zum Jahr 1926 belegt wurde, sind sechs Grabsteine erhalten. Er liegt in Oberdarfeld in der Nähe des Bauernhofs Schulze Janning (von Darfeld Richtung Billerbeck, hinter der Eisenbahnstrecke links, dann der erste Weg rechts, danach noch etwa 1 km). Noch bis ins Jahr 1824 wurden jüdische Mitbürger auf dem katholischen Friedhof in Darfeld beerdigt (siehe das Grab von Levy Meyer ebendort).